# クロロ酢酸メチル
クロロ酢酸メチル（クロロさくさんメチル、英: Methyl Chloroacetate）は、有機塩素化合物の1種である。クロロ酢酸のカルボキシ基と、メタノールの水酸基とがエステル結合を形成した化合物。このため、水の存在下で、エステル結合が加水分解される場合がある。

## 用途
クロロ酢酸メチルは、ビタミンB1・B6、香料、農薬、界面活性剤等の溶媒として使用される。

## 危険性
日本の法令では、消防法上の危険物第4類第二石油類に該当する。毒物及び劇物取締法では、2013年7月25日の改正施行により毒物に指定された。
水溶液中ではエステル結合が加水分解されて、クロロ酢酸とメタノールを遊離することから、クロロ酢酸と同様の毒性を示すと考えられる。ラットにクロロ酢酸を経口投与すると、主に肝臓と腎臓に移行し、数時間後には中枢神経系での濃度が高くなる。24時間以内に投与量の約80～90％が、主にグルタチオン抱合体として尿中に排出される。
IUCLIDによると、半数致死量（LD50）はラットへの経口投与で107 mg/kg、経皮投与では137 mg/kgでいずれも劇物に相当するが、吸入経路での半数致死濃度（LC50）は250～400 ppm/4Hのデータがあり、GHS区分では毒物に相当する。